# Pendino
Pendino is een van de dertig quartieri, kwartieren of wijken van de Italiaanse stad Napels. De wijk heeft ongeveer 17.000 inwoners. De wijk maakt samen met de wijken San Giuseppe, Montecalvario, Avvocata, Mercato en Porto het stadsdeel Municipalità 2 uit.
Pendino grenst aan de wijken Porto, San Lorenzo, San Giuseppe en Mercato. In het zuiden grenst de wijk aan de Golf van Napels. De Piazza del Mercato en de Basilica di Santa Maria del Carmine Maggiore, een grote kerk aan dit plein, liggen hoewel de naam van het plein niet in het meer oostelijk gelegen Mercato maar wel degelijk in Pendino.